# Nonio Paterno
Nonio Paterno (latino:  Nonius Paternus; fl. 279) fu console per il 279, assieme all'imperatore Marco Aurelio Probo.
Quello del 279 fu il suo secondo consolato, dunque potrebbe essere identificato con il Paterno console nel 269.

### Fonti primarie
- Inscriptiones Latinae Christianae Veteres 645.
- CIL III, 10488
- CIL VIII, 5516

### Fonti secondarie
- John Martindale, John R. Morris: The Prosopography of the Later Roman Empire I. Cambridge 1971, p. 672.
- PIR ² N 148.